# Karhusaari (ö i Finland, Norra Karelen, Joensuu, lat 62,38, long 30,44)
Karhusaari är en ö i Finland. Den ligger i sjön Uskaljärvi och i kommunen Joensuu i den ekonomiska regionen  Joensuu ekonomiska region  och landskapet Norra Karelen, i den sydöstra delen av landet, 400 km nordost om huvudstaden Helsingfors. Öns area är 0,2 hektar och dess största längd är 140 meter i sydöst-nordvästlig riktning.